# Parlatoria cinnamomi
Parlatoria cinnamomi är en insektsart som beskrevs av Rutherford 1915. Parlatoria cinnamomi ingår i släktet Parlatoria och familjen pansarsköldlöss.
Artens utbredningsområde är Sri Lanka. Inga underarter finns listade i Catalogue of Life.